# Gian Luigi Bonelli

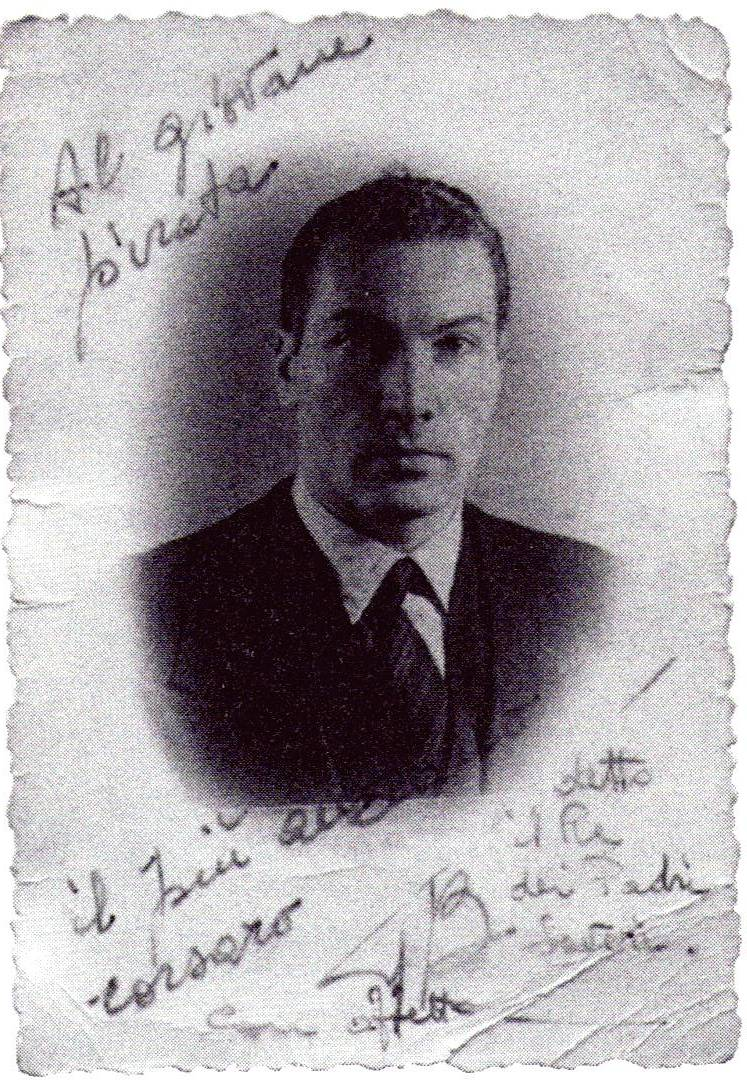
Gian Luigi Bonelli

Giovanni Luigi Bonelli, conhecido também como Gian Luigi Bonelli (Milão, 22 de dezembro de 1908 — Alexandria, 12 de janeiro de 2001) foi um editor e autor italiano de quadrinhos, conhecido como "O Pai de Tex"

## Biografia
Leitor voraz desde jovem, apreciando, principalmente, os romances de mestres como Jack London, Robert Louis Stevenson, Julio Verne, Emilio Salgari, entre outros.
Vagou pela Europa, com pouco dinheiro no bolso, trabalhando nos mais diversos ofícios para ganhar pão, desde cortar lenha numa fazenda até ingressar no boxe (atuando, inclusive, como treinador de lutadores profissionais). Como sua principal criação, o ranger Tex, "possuía uma percepção de valores imediata, fruto de uma cultura surgida numa juventude vivida com austeridade", como disse Decio Canzio, grande amigo de Bonelli.
Sua carreira literária começa no início dos anos 1930, escrevendo histórias para o Corrieri dei Piccoli, tradicional publicação italiana, e artigos para o Giornale Illustrato dei Viaggi. Nos anos 1930, Bonelli fez títulos variados para a Società Anonima Editrice Vecchi (S.A.E.V.) de Lotario Vecchi, como Jumbo e Rin-Tin-Tin e escreveu seus primeiros roteiros, que foram desenhados por Rino Albertarelli e Walter Molino.
Roteirista e criador de dezenas de personagens, passa por várias empresas, até abrir a sua própria editora, reformulando então publicações importantes como L'Audace. O ano de 1948 marcaria para sempre a sua vida.
Por ser um grande admirador das histórias do velho oeste americano, Bonelli cria, em parceria com Aurelio Gallepini, o personagem Tex. Ao mesmo tempo, também criava "Occhio Cupo", uma revista quinzenal de formato grande, mais cara que a média dos gibis da época. No entanto, é Tex, gibi fino e pequeno, com apenas 32 páginas (uma tira por página), em um formato parecido com um "talão de cheques,  que atinge o coração dos leitores italianos, projetando G. L. nacional e internacionalmente.
Continuou escrevendo roteiros para muitas outras histórias e criou outros personagens, antes e depois de Tex, como O Justiceiro do Oeste, Ipnos, O Ladrão de Bagdá, A Patrulha dos Sem-Medo, Plutos, Os Três Bil, El Kid, Lobo Kid e Ringo, só para citar alguns. Entretanto, aos poucos, Bonelli precisa se dedicar mais e mais ao personagem Tex, que exigia cada vez mais do seu tempo.
As próprias atividades editoriais são transferidas para a família: sua esposa Tea Bonelli (falecida em 2000) passa a cuidar da administração, enquanto ele prepara o filho Sergio, que em pouco tempo se torna o editor responsável por um pool de empresas que publicam alguns dos melhores quadrinhos do gênero.
G.L. Bonelli faleceu aos 92 anos devido a problemas de pulmões e de coração. A última história escrita por ele foi "Il medaglione spagnolo", publicada em fevereiro de 1991 (no Brasil TEX-323 - O Medalhão Espanhol), uma aventura iniciada por ele e terminada por outras mãos. Como ele mesmo gostava de se definir foi "um romancista emprestado aos quadrinhos e jamais devolvido".

## Tex
O nome de Gian Luigi Bonelli está indissoluvelmente ligada ao Tex Willer, cujos roteiros durante quarenta anos, dedicou-se para lhe dar primeiro nas mãos capazes de outros autores, inclusive, para citar apenas os mais importantes Guido Nolitta (Sergio Bonelli), Claudio Nizzi e Mauro Boselli. Refira-se que a vitalidade de seu caráter, evidenciado pelo fato de que ainda é o livro italiano de quadrinhos com o maior número de vendas, tem resistido à crise no gênero western a partir da qual se inspirou.
O estilo de narrativa é simples e eficaz, a caracterização psicológica dos personagens é relativamente insignificante, enquanto ele está dentro da ação que dá sentido à filmes tipo quadrinhos.
O Tex criado por Bonelli é o herói clássico que defende os fracos tem toda a cor da pele, sem qualquer tipo de dúvidas existenciais e disposto, se necessário, quebrar a lei apenas para garantir que a justiça prevaleça. São características que estão parcialmente modificado por outros autores.
Para sua criação Bonelli tomou como modelo de referência (e não poderia ser de outra forma) E.U. cinema ocidental e do período clássico, especialmente os filmes de John Ford. Enfim conseguiram evitar um achatamento deletérios aos cânones do gênero, e cria um imaginário que é agora considerado a marca registrada do Texas
A Bonelli também é creditado como sendo entre os primeiros autores não dão uma representação referidas e estereótipos dos nativos, antecipando assim cerca de vinte anos, os westerns revisionistas do cinema americano.